# 23798 Samagonzalez
23798 Samagonzalez è un asteroide della fascia principale. Scoperto nel 1998, presenta un'orbita caratterizzata da un semiasse maggiore pari a 2,2572531 UA e da un'eccentricità di 0,0908537, inclinata di 4,30100° rispetto all'eclittica.